# Jean Gremaud
Jean Gremaud (* 21. Januar 1823 in Riaz; † 20. Mai 1897 in Freiburg im Üechtland) war ein Schweizer Priester und Historiker.

## Leben
Jean Gremaud war der Sohn von Henri Gremaud, der vor der Französischen Revolution im französischen Kriegsdienst gewesen war, und der Anne-Dorothée Gremaud in Riaz bei Bulle im Greyerzerland. Zu seinen ersten Lehrern zählte der Schriftsteller Nicolas Glasson. Er besuchte seit 1834 die Mittelschule und das Priesterseminar in Freiburg. Nach der Priesterweihe im Jahr 1847 war er Vikar in Cressier-Le Landeron und in Surpierre und von 1849 bis 1857 Pfarrer in verschiedenen freiburgischen Pfarreien.
Danach erhielt er unter Regierungsrat Hubert Charles eine Stelle als Lehrer für Geschichte und Geografie am Kollegium St. Michael in Freiburg, wo er bis 1891 unterrichtete. Seit 1870 war er zudem Kantonsbibliothekar und später auch Konservator der numismatischen Sammlung des Kantons Freiburg; seine private Münzensammlung vermachte er testamentarisch dem Kanton Freiburg, der sie durch den Kantonsbibliothekar François Ducrest (1870–1925) katalogisieren liess.
1889 wurde Gremaud im Alter von 66 Jahren als Geschichtsprofessor an die soeben neu gegründete Universität Freiburg berufen; er war einer von 17 Dozenten an der neuen Hochschule. Von 1896 bis 1897 war er als Nachfolger des Rechtswissenschaftlers Leo von Savigny deren Rektor; für einen Teil des Jahres 1897 folgte ihm der Historiker Gustav Schnürer in diesem Amt nach.
Jean Gremauds Forschung betraf vor allem die Regionalgeschichte Freiburgs und des Wallis sowie die Kirchengeschichte. Er suchte und veröffentlichte zahlreiche historische Quellendokumente, die er in mehreren Publikationen veröffentlichte. Sein umfangreiches Hauptwerk sind die Documents relatifs à l’histoire du Vallais. Er setzte sich für die Untersuchung archäologischer Fundstellen im Kanton Freiburg ein.
Jean Gremaud war Mitglied der Société d’histoire de la Suisse romande, Präsident der 1840 gegründeten Historischen Gesellschaft des Kantons Freiburg sowie Gründungsmitglied und Präsident (1885–1886) der 1879 gegründeten Schweizerischen Numismatischen Gesellschaft; diese Vereinigung liess im Jahr 1900 zu Gremauds Andenken einen von Jean Kauffmann in Luzern gestalteten Jeton prägen.
Zur Erinnerung an den Historiker verleiht die Gremaud-Stiftung der Historischen Gesellschaft des Kantons Freiburg jährlich einen Preis an schriftliche Arbeiten zur Freiburger und Schweizer Geschichte.

## Werke
- Mémorial de Fribourg. 6 Bde., 1854–1859.
- Documents relatifs à l’histoire du Vallais. 8 Bände. Lausanne 1875–1898.
- Notice historique sur la ville de Bulle. Freiburg 1882.
- Nécrologes de Sion et Granges, Chartes Sédunoises, Catalogues des Eveques de Sion. Lausanne 1863.
- Origines de l’abbaye de St-Maurice d’Agaune. Freiburg 1858.
- Les premières monnaies de Fribourg. In: Bulletin de la Société suisse de Numismatique, 1, 1882, S. 140–142.
- L’inauguration officielle des Cours Universitaires a Fribourg (Suisse) pour l’année 1896–97. Freiburg 1896.